# 4581 Асклепије
4581 Асклепије (енгл. 4581 Asclepius) је Аполо астероид са средњом удаљеношћу од Сунца која износи 1,022 астрономских јединица (АЈ).
Апсолутна магнитуда астероида је 20,4.